# Ninja Gaiden (videojuego)
Ninja Gaiden (NINJA外伝?), conocido en Japón como Ninja Ryūkenden (忍者龍剣伝?  lit. «La leyenda de la espada dragón ninja») y como Shadow Warriors en Europa, es un videojuego de desplazamiento horizontal en plataformas. Fue desarrollado y publicado por Tecmo para la consola Nintendo Entertainment System —NES—; su producción y lanzamiento coincidió con el juego de arcade de género beat 'em up del mismo nombre. Su fecha de lanzamiento en Japón fue el 9 de diciembre de 1988, en marzo de 1989 en Estados Unidos y el 15 de agosto de 1991 en Europa. Fue portado en su país de origen a una versión para la PC Engine en 1992(1991 en EE. UU.), también como parte de una recopilación para la Super NES llamada Ninja Gaiden Trilogy en 1995, además de haber estado bajo desarrollo para su lanzamiento en formato para teléfonos móviles bajo la premisa de ser publicado en etapas «episódicas». De igual manera, salió para la Consola Virtual de Wii para todas las regiones en 2007.
El argumento narra la aventura que un ninja llamado Ryū Hayabusa debe emprender hasta América para cobrar venganza de su fallecido padre. Allí, descubre que un misterioso sujeto llamado «el Jaquio» planea dominar el mundo liberando a un antiguo demonio cuyo poder reside en el interior de dos estatuas. Con una jugabilidad semejante a la de Castlevania y de la versión para NES del juego Batman, el jugador controla a Ryū a lo largo de seis «Actos» que en conjunto forman un total de veinte niveles; en ellos, se encuentran diversos enemigos que deben ser eliminados con la katana de Ryū, al igual que con otras armas secundarias.
Ninja Gaiden se hizo famoso debido a su intrincada trama y sus escenas cinemáticas de corte anime. Recibió una gran acogida y ganó varios premios por parte de la prensa especializada en la industria de los videojuegos, aunque la mayor parte de la opinión general daba una percepción negativa sobre su «elevada e injustificada dificultad», en especial la percibida en las fases finales del juego. Después de quince años desde su estreno, el título continuó recibiendo una enorme aceptación por diversas revistas y sitios de internet. El juego fue incluido en una novelización redactada por Seth Godin y Peter Lerangis quienes se encargaron de adaptar en una serie de libros sobre varios juegos populares de la NES, la cual se llamó Worlds of Power; poco después la banda sonora se publicó en un formato CD. Dentro del contexto de la NES, Ninja Gaiden es citado con frecuencia como el «mejor título de estilo arcade» y el «mejor juego con temáticas ninja».

## Argumento
Ninja Gaiden presenta a un ninja llamado Ryū Hayabusa, que viaja hasta América para vengar a su fallecido padre, pero que se ve envuelto en un oscuro plan de alcance mundial. La historia comienza cuando el padre de Ryū, Ken, es asesinado en una pelea en contra de un fugitivo. Después del enfrentamiento, el personaje encuentra una carta escrita por su padre en la que le describe una serie de instrucciones para encontrar el paradero de un arqueólogo llamado Walter Smith en América. Antes de encontrar a Walter, al ninja le disparan y es secuestrado por una extraña mujer; poco antes de liberarlo, ella le da una pequeña efigie de apariencia demoníaca. Poco después, el héroe localiza a Walter, y este le cuenta sobre las estatuas malditas que él y su padre encontraron en unas ruinas de las Amazonias. Walter le comenta asimismo que un malvado demonio milenario fue derrotado por «Shinobi», sellando su poder en dos estatuas: una de «luz» y otra de «sombras». Ryū entonces le enseña al arqueólogo la estatua demoníaca de las sombras que la mujer le había dado, pero durante su conversación, una figura enmascarada irrumpe en el lugar en que están y roba la estatua. Este lo persigue, derrota al ladrón y recupera la efigie; pero cuando regresa, encuentra a Walter moribundo y se da cuenta de que la estatua de luz está perdida. Después de que el arqueólogo muere, tres hombres armados se enfrentan al ninja y le dicen que vaya con ellos.

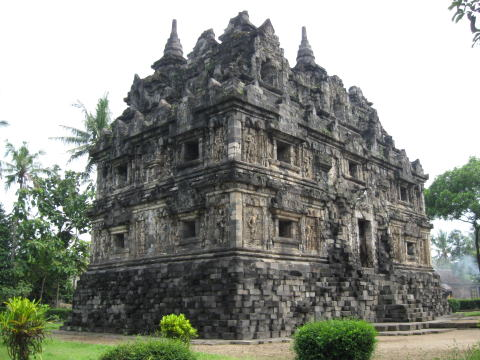
El argumento del juego, presentado a través de varios cortos animados y cinemáticos, además de tener un carácter narrativo sencillo, permitió que el juego fuera altamente elogiado por la crítica y demás medios relacionados al ocio electrónico. En la imagen, un templo en ruinas semejante al que aparece en el juego y donde el demonio destructor está encerrado.

Estos conducen al personaje a una sala de interrogación, donde conoce a Foster, el líder de la Unidad Especial de Auxilios de la Agencia Central de Inteligencia. Este le dice a Ryū que Walter encontró en las Amazonias un templo cuya antigüedad se remonta a 2000 años. Continúa diciendo que Walter, un día, cerró misteriosamente las ruinas que había encontrado, en las que desde entonces nadie más ha ido a explorar. El jefe de la agencia le explica al ninja que han estado monitoreando la actividad de una persona llamada Guardia de Mieux, también conocido como «el Jaquio» quien hace poco tiempo se trasladó al templo. Con el uso de las estatuas, de Mieux planea despertar al demonio y utilizarlo para destruir el mundo. Foster le encomienda al ninja ir a las ruinas y eliminar al sospechoso. Después de entrar en el templo, el protagonista descubre que el Jaquio tiene secuestrada a la mujer que le dio la estatua de las sombras. El sujeto le dice que le de la estatua si es que quiere que la mujer salga ilesa. De repente, Ryū desaparece de pantalla debido a una trampilla y cae en unas catacumbas.
Después de encontrar el camino de vuelta a lo alto del templo, Ryu conoce a Bloody Malth, a quien el ninja derrota. Agonizando, Malth le comenta que fue él quien se enfrentó a Ken y que este aún continúa vivo, y que podrá reunirse con él si continúa con su misión. Cuando comienza a indagar en las cámaras secretas del templo, él descubre que su padre efectivamente no estaba muerto, pero sí poseído por un ente maligno. Hayabusa derrota a la malvada entidad y libera a su padre de su hechizo. Jaquio, enfurecido por haber liberado a Ken de su posesión, se aparece; inmediatamente intenta matar a Ryu con un potente proyectil pero Ken se interpone y es él quien recibe el impacto. Jaquio muere durante su combate contra el ninja, pero un eclipse lunar acontece en ese instante lo que causa que las dos estatuas se transformen en el demonio. Después de derrotar al demonio, Ken le comenta a su hijo que no le queda mucho tiempo de vida debido al ataque que de Mieux le infligió. También le dice que se vaya lo más pronto que pueda del templo, que lo deje ahí mientras este se colapsa y que se lleve a la mujer consigo. Más tarde, Foster se comunica con ellos vía satelital y le ordena a la mujer matar a su rescatista para que traiga consigo las estatuas demoníacas; ella decide quedarse con Ryū y desobedece la orden de su superior. Ambos se besan y la mujer le revela su nombre, Irene Lew; al final, los dos observan el amanecer.

## Sistema de juego
Ninja Gaiden es un juego de desplazamiento lateral con elementos de plataformas en el que el jugador controla al personaje principal, Ryū Hayabusa, y lo conduce por seis «Actos» —a manera de capítulos, a través de los cuales se narra la trama— que en conjunto forman los veinte niveles del juego. La resistencia física de Ryū es representada con una barra de energía, la cual disminuye cuando es golpeado por un enemigo o por un proyectil. Una «vida» se pierde cuando la barra se vacía totalmente, cuando Ryū cae a un precipicio o cuando el tiempo necesario para acabar un nivel se agota. Una pantalla de game over aparece cuando todas las vidas se han acabado. Sin embargo, el jugador puede reiniciar el nivel en el que se quedó, gracias a que puede grabar su progreso en ciertos puntos especiales. Al final de cada nivel, el jugador se enfrenta a un jefe; estos poseen una barra de vida similar al del jugador, la cual debe ser reducida con ataques hasta llegar a cero para derrotarlos. Cada uno de estos enemigos finales es un miembro de la «Malicia Cuatro», sirvientes malvados de Jaquio, el principal antagonista del juego. La asociación está compuesta por Barbarian, Bomberhead, Basaquer, y por su líder, Bloody Malth.

El jugador ataca a los enemigos atajándolos con la Espada Dragón de Ryū, una espada estilo katana que ha pasado de generación en generación en el clan Hayabusa. También se pueden usar armas secundarias que consumen la «energía espiritual» del ninja. Estas incluyen las shuriken, «estrellas rotatorias de lanzamiento» que pueden rebanar a los enemigos y que regresan al personaje como si fueran bumeranes, un conjunto de bolas de fuego que rotan rápidamente alrededor del ninja y que se denominan «el arte de las ruedas de fuego» y una técnica que se ejecuta a mitad del aire que se llama «salta y corta». Cuando la energía espiritual de Ryū es muy baja, el jugador no puede usar las armas secundarias. Para recargar el medidor de energía, el jugador puede recolectar objetos que se encuentran dentro de lámparas y linternas esparcidas por todos los niveles. Otros objetos que se pueden localizar son los relojes de arena que congelan a todos los enemigos y proyectiles por un lapso de cinco segundos, contenedores de puntos especiales, pociones que recuperan seis unidades de energía física, «llamas de fuego invencibles» que otorgan una inmunidad al personaje por cierto tiempo y vidas extras.
El personaje principal tiene la habilidad de escalar las paredes de varios edificios y con la ayuda del gamepad puede subir o bajar escaleras. De igual manera, puede saltar entre paredes con la ayuda del control si se presiona el botón opuesto del gamepad al cual el personaje está viendo, además de mantener pulsado el botón de salto. Sin embargo, no puede atacar mientras está escalando. Los jugadores pueden usar esta técnica para que el personaje suba entre los espacios de las paredes cuando se presiona hacia abajo el control de movimiento, junto con el botón de salto, y después alternando los botones de izquierda y derecha para que salte de un lado a otro. Ryū también puede ascender por una sola pared, pero esto se logra si se presiona repetidamente el botón de salto en conjunto con el botón de dirección hacía el lado contrario al que el personaje está escalando.

## Desarrollo
Ninja Gaiden fue desarrollado por Tecmo, compañía que también produjo las series Tecmo Bowl y Rygar. Este título consistió en uno de los dos únicos juegos desarrollados por Tecmo, junto con Tecmo Bowl, en ser lanzado para la Nintendo Entertainment System (NES). Salió a la venta en diciembre de 1988 en Japón bajo el título de Ninja Ryukenden, cuya traducción literal sería «La leyenda de la Espada Dragón». Asimismo se desarrolló y lanzó al mismo tiempo que la versión en beat 'em up para las arcadias bajo el mismo nombre; ninguno de los dos títulos eran compatibles entre sí pero fueron proyectos desarrollados paralelamente por diferentes equipos de producción de la misma compañía. De acuerdo con el diseñador Masato Kato, el término «ninja» estaba ganando popularidad en Estados Unidos, lo que motivó a Tecmo producir un videojuego con esa temática para la NES, lo que permitió que al mismo tiempo impulsara su versión arcade. La versión para NES fue dirigida y producida por Hideo Yoshizawa —mencionado como «Sakurazaki» en los créditos finales—, quien tomó las riendas de ambos equipos.
Tomando como inspiración la serie de Mario, Yoshizawa mantuvo la mecánica del título original de dicha serie, pero cambió todo lo demás en su sistema de juego; pasó a convertirse en un título de plataformas en contraste de uno beat 'em up a como era Double Dragon; el gameplay se diseñó tomando como base al novedoso título de Castlevania de Konami, mientras que a Ryū se le equipó con la Espada Dragón —parecida a una katana—, shurikens y ataques especiales basados en las artes ninja; a ejemplo de ello, el personaje puede lanzar bolas de fuego con el propósito de que el protagonista avanzara a lo largo del juego. Para el diseño del protagonista, el equipo deseó darle un aspecto único y diferenciable de otros ninjas. Para ello, se le dibujó con un chaleco ninja para que sus músculos resaltaran y se le diseñó una capucha que se extendía hasta la mitad de su rostro. También se deseaba darle a Ryū unos sensores y un casco con un monitor interior con el que podría explorar sus alrededores, pero desecharon la idea posteriormente. De igual manera, especificaron los lugares y entornos sobre los que el personaje se movería, con el fin de dar una explicación de porqué un ninja debía ser el protagonista. Como tenía bajo su responsabilidad el diseño de los gráficos, Kato usó las limitaciones técnicas de la NES en una ventaja al poner los fondos y los objetos en un mismo plano. La dificultad que presentó Ninja Gaiden se desarrolló hasta que este alcanzó un nivel muy alto de desarrollo, puesto que la política de Tecmo estipulaba que se debían incrementar los desafíos de sus juegos para atraer al público occidental.
Yoshizawa puso un gran énfasis en el argumento en contraste con otros títulos de arcade, ya que escribió y desarrolló la trama de tal forma que incluyera veinte minutos de escenas cinemáticas, las primeras que la NES presentó con dicha característica. Tecmo denominó a esta técnica como «Tecmo Theater», en la que el juego muestra partes importantes de la historia entre los Actos, mediante el uso de secuencias animadas. Estas animaciones son utilizadas al inicio de cada Acto con el fin de presentar a los nuevos personajes, como Irene Lew, Walter Smith y el Jaquio. Esta técnica utiliza acercamientos de cámara, distintos ángulos de enfoque, diferentes melodías de fondo y efectos de sonido. Esto se hizo con el fin de hacer más placentera la experiencia al momento de jugar. A diferencia de otros títulos de la época como Final Fantasy, los cortes de escena consistían en un marco dividido, en la que la mitad superior presentaba dibujos estilo anime y la mitad inferior un cuadro de diálogo. Este modelo artístico influenció varias series de manga como Lupin III y Golgo 13. Dimitri Criona, el director de ventas y marketing de Tecmo USA mencionó que las ventajas de las consolas de video sobre las arcadias permitieron el desarrollo de un extenso juego con escenas animadas, las cuales Tecmo registró como «pantallas cinemáticas»; también notó que faltó cierta inspiración para desarrollar cortos más concretos en este tipo de consolas, las cuales ofrecen una capacidad mayor que las arcadias.
Cuando el texto de los diálogos fue traducido del japonés al inglés, el título debió ser reprogramado en su totalidad; distintas compañías se ofrecieron para realizar esta tarea de diferentes maneras. Por ejemplo, la traducción de la versión de NES no es la misma que la de PC Engine. Los escritores japoneses de Tecmo redactaron ciertos textos en inglés y después los enviaban mediante fax a las oficinas radicadas en EE. UU. De acuerdo con Criona, la división estadounidense debía «editarla y reenviarla de nuevo, de manera que un angloparlante estadounidense pudiera entender la historia en un contexto coherente. Esto se hacía una y otra vez». Por otra parte, el texto se almacenaba en imágenes en vez de texto por computadora, y debido a las limitaciones de la NES, el texto inglés debía ser muy claro y conciso para evitar esos contratiempos; muchas veces, se tenían que usar sinónimos intercalados, pero estos debían tener un cierto número de letras. Todos los símbolos y objetos fueron examinados por Nintendo of America, la cual tenía reglas específicas sobre qué contenido se debía incluir en los títulos enfocados al público del continente americano; por ejemplo, ninguna referencia satánica, cristiana o cualquier otra alusión religiosa, sexual o relacionada con las drogas debía incluirse en los juegos.

### Banda sonora y relacionados

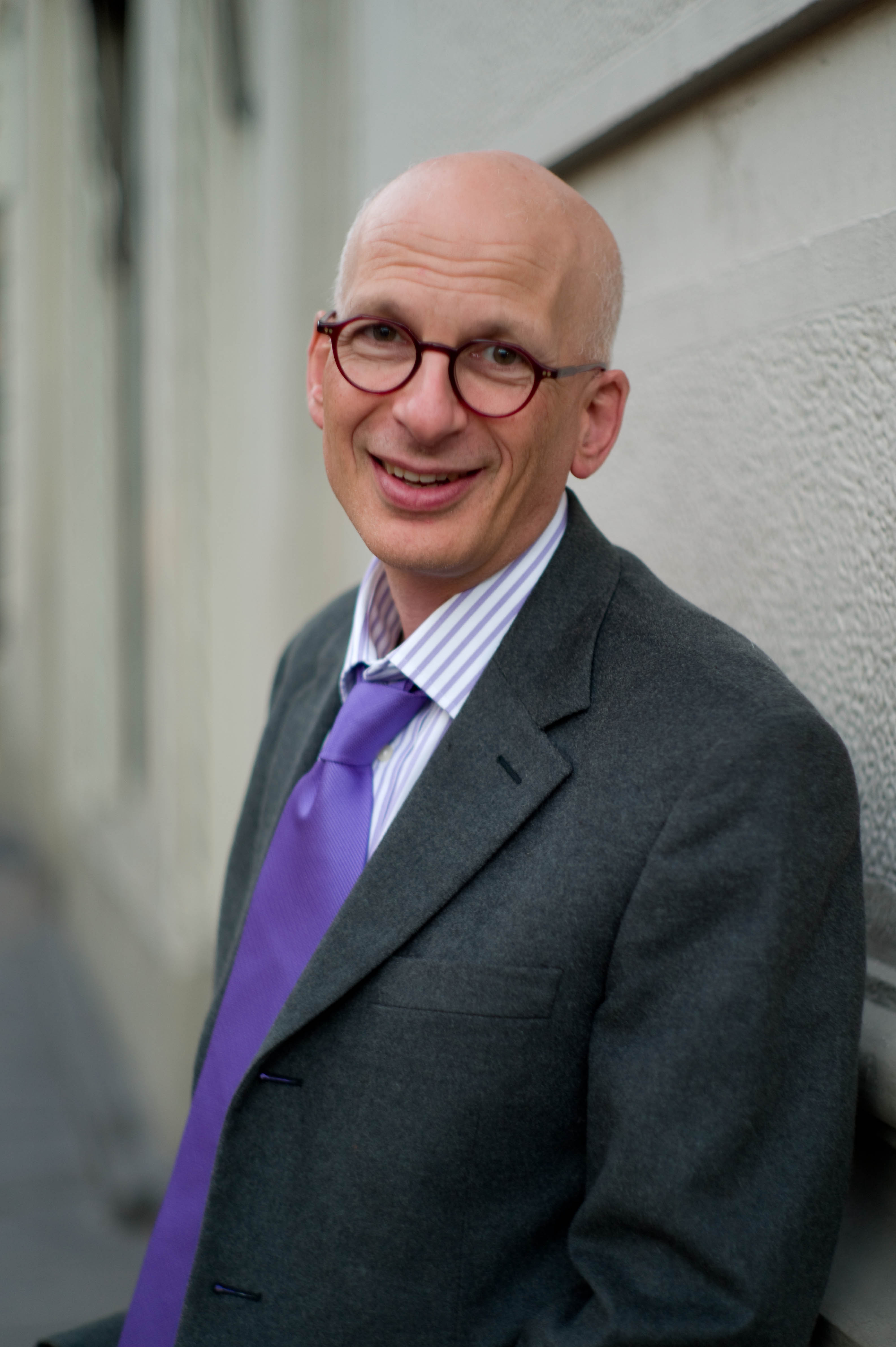
Seth Godin, alias «F. X. Nine» publicó las versiones novelísticas Ninja Gaiden como parte de la serie Worlds of Power, basadas en diversos juegos de la NES.

En julio de 1990 Scholastic Corporation publicó una versión novelizada de Ninja Gaiden dentro de la serie literaria Worlds of Power, un conjunto de libros basados en juegos hechos para la NES, los cuales eran ilustrados e impresos por Seth Godin bajo el pseudónimo «F. X. Nine». Godin y Peter Lerangis, bajo el alias «A. L. Singer», escribieron las novelas ligeras. Junto con otros libros de Worlds of Power, la cantidad de violencia que presentaba Ninja Gaiden se redujo en el libro, puesto que Godin y Scholastic consideraron que el material que presentaban ciertos videojuegos de la época era inapropiado para un público joven. La novela en sí no se apegaba al argumento del juego de manera concreta; en vez de ello, el final fue cambiado de tal manera que el padre de Ryū lograra sobrevivir. Ken continuaba vivo debido a que Godin pensó que el final sería coherente con el personaje alternativo al ninja que aparece en la serie Worlds of Power, además de que los padres reales de Godin y Lerangi sentían que sería irresponsable dejar a Ryū sin una figura paterna. La portada del libro, sin embargo, era una réplica de la caja en la que venía el juego en su versión estadounidense, aunque se censuró la imagen ya que en dicha caja se observa a Ryū empuñando un kunai, mientras que en el libro se eliminó con la ayuda de un aerógrafo, dejando al ninja con su mano vacía.
Un CD con la banda sonora salió a la venta bajo el nombre Ninja Ryukenden: Tecmo GSM-1 y fue publicado por Pony Canyon en febrero de 1989. La primera mitad del disco comienza con un popurrí arreglado de la música encontrada en el título. Después continúa con varias melodías remezcladas con sonido esterofónico en conjunto con algunos canales PCM. El resto del disco incluye las canciones de la edición arcade. La siguiente lista muestra las canciones contenidas en la banda sonora original:
| Ninja Ryukenden: Tecmo GSM-1 |                                                 |          |  |
| N.º                          | Título                                          | Duración |  |
| 1.                           | «NINJA GAIDEN ARRANGE VERSION»                  | 6:46     |  |
| 2.                           | «Moonlight Duel»                                | 0:20     |  |
| 3.                           | «A Decision – Father's Letter»                  | 0:47     |  |
| 4.                           | «The Ninja Dragon»                              | 0:55     |  |
| 5.                           | «Mysterious Woman»                              | 0:24     |  |
| 6.                           | «Heroism – The Approaching Evil»                | 0:49     |  |
| 7.                           | «Reflection»                                    | 0:41     |  |
| 8.                           | «... Suddenly!»                                 | 0:04     |  |
| 9.                           | «Like a Hurricane»                              | 0:11     |  |
| 10.                          | «Ambush – Pursuit of a Nightmare»               | 0:50     |  |
| 11.                          | «Eyecatch»                                      | 0:04     |  |
| 12.                          | «CIA»                                           | 0:50     |  |
| 13.                          | «The Temple of Darkness»                        | 0:20     |  |
| 14.                          | «Ryu's Determination»                           | 1:31     |  |
| 15.                          | «Danger»                                        | 0:46     |  |
| 16.                          | «Assault – Stealthy Devil»                      | 0:44     |  |
| 17.                          | «Malth – The Crimson Terror»                    | 0:34     |  |
| 18.                          | «The Hidden Truth»                              | 0:42     |  |
| 19.                          | «Tragic Fate»                                   | 0:32     |  |
| 20.                          | «Requiem»                                       | 0:44     |  |
| 21.                          | «Jaquio's Threat»                               | 0:52     |  |
| 22.                          | «Offense and Defense – To the Hideout of Death» | 0:42     |  |
| 23.                          | «The Demon's Curse»                             | 0:34     |  |
| 24.                          | «Dilemma – The Battle of Ordeal»                | 0:46     |  |
| 25.                          | «To the End of Combat»                          | 0:47     |  |
| 26.                          | «Irene – Prelude to Dawn»                       | 1:05     |  |
| 27.                          | «Insert Coin»                                   | 0:04     |  |
| 28.                          | «Game Start»                                    | 0:05     |  |
| 29.                          | «Shadow Soldier»                                | 3:07     |  |
| 30.                          | «Sumo Wrestler»                                 | 1:46     |  |
| 31.                          | «Round Clear 1»                                 | 0:07     |  |
| 32.                          | «Pat»                                           | 1:54     |  |
| 33.                          | «I am Man»                                      | 1:41     |  |
| 34.                          | «Round Clear 2»                                 | 0:07     |  |
| 35.                          | «Casino»                                        | 2:56     |  |
| 36.                          | «Na-n-to»                                       | 2:06     |  |
| 37.                          | «Round Clear 3»                                 | 0:07     |  |
| 38.                          | «Nature's Symphony»                             | 3:13     |  |
| 39.                          | «Round Clear 4»                                 | 0:07     |  |
| 40.                          | «Chasing Him Until the Very End»                | 2:46     |  |
| 41.                          | «Round Clear 5»                                 | 0:07     |  |
| 42.                          | «Humming of the Devil»                          | 2:32     |  |
| 43.                          | «Last Fight»                                    | 3:34     |  |
| 44.                          | «Time Up»                                       | 0:05     |  |
| 45.                          | «Game Over»                                     | 0:04     |  |
| 46.                          | «689, Everybody Likes ... Sukiyaki?»            | 1:46     |  |
| 47.                          | «The Most Unexpected Thing in the World»        | 1:09     |  |
| 48.                          | «The Sun Rises Over the Hills»                  | 2:04     |  |

## Lanzamiento
Debido a que el nombre del juego resultaba difícil para el público estadounidense, fue renombrado cuando salió en los mercados occidentales. A inicios de 1988, en varios anuncios de la revista Nintendo Fun Club News, se mencionaba que Tecmo usaría el título «Dragon Ninja» como un nombre comercial provisional en su lanzamiento en el continente americano. La compañía eligió el título Ninja Gaiden para su estreno en EE.UU en marzo de 1989; el nombre significa literalmente «Historia alternativa ninja», a pesar de que el videojuego no pretendía ser un derivado de su versión arcade. En una entrevista realizada al desarrollador Masato Kato, dijo que el equipo decidió traducir «Ryukenden» como Ninja Gaiden, ya que así en su versión en inglés «sonaba genial». En Europa, el juego estaba programado para salir en septiembre de 1990, pero debido a la censura, la entrega tardó un año más en salir. Fue retitulado como Shadow Warriors – de manera similar a las Teenage Mutant Ninja Turtles que fueron renombradas como Teenage Mutant Hero Turtles – ya que los ninjas eran considerados como un tema tabú en Europa. Su lanzamiento permitió que otros juegos con temas ninja salieran a la venta, como The Legend of Kage, Ninja Warriors y Shinobi.
Después del lanzamiento de Ninja Gaiden en EE.UU, Nintendo of America, cuyos tablones de ventas mostraban que el juego había sido bien recibido y obtenía puntuaciones favorables, decidieron darle una campaña de publicidad. El juego se anunció de gran manera en la revista principal de Nintento, Nintendo Power; aunque según Criona, no fue mucho el esfuerzo que invirtió la editorial en promocionarlo, y ni Tecno ni Nintendo hicieron demasiada publicidad para darlo a conocer. Poco después, las ventas llegaron a sobrepasar incluso la cantidad disponible de copias disponibles en el mercado. Mientras que Tecmo alegaba que el juego sería un éxito, el equipo de desarrollo no se dio cuenta de que para esa época el juego tendría un impacto profundo en la industria de los videojuegos, y de acuerdo a Kohler, lo logró gracias a sus «innovadoras escenas cinemáticas». Yoshizawa regresaría para dirigir y producir las siguientes dos secuelas de la serie: Ninja Gaiden II: The Dark Sword of Chaos (1990) y Ninja Gaiden III: The Ancient Ship of Doom (1991). Se encargó del desarrollo del sistema de juego, el cual presentaba una habilidad de enviar a los jugadores al inicio del sexto acto si estos perdían con alguno de los tres jefes finales del juego, cosa que en un inicio se pensó que se trataba de un fallo. Las gráficas, sus animaciones y las ilustraciones del manual de instrucciones fueron hechas por Masato Kato; Ninja Gaiden resultó ser el primer proyecto relacionado con videojuegos en el que Kato se involucró.
Ninja Gaiden ha sido transportado a más plataformas, como la PC Engine, la Super Nintendo Entertainment System (Super NES), la Consola Virtual y teléfonos móviles. El juego fue trasladado a una versión para la PC Engine en 1992, publicado por la entonces Hudson Soft y lanzado solo en Japón, pero se encuentra incluido en PC Engine Mini, la primera revisión de Konami desde el cierre de Hudson; esta contenía una traducción diferente del inglés, mejores gráficas detalladas y coloridas, y un sistema de juego más elevado junto con trucos y secretos ocultos. Además, mediante trucos en la pantalla de título, se puede cambiar de japonés a inglés y finalmente chino. Apareció como remake en la recopilación Ninja Gaiden Trilogy hecha para la Super NES en 1995. A algunos revisores les gustaron las gráficas rediseñadas y la música de esta versión, en tanto que otros les parecía una remasterización innecesaria. Los revisores de la Electronic Gaming Monthly lo compararon negativamente con otro remake actualizado de la NES, Mega Man: The Wily Wars; ellos lo calificaron de ser «una versión exacta y no diferenciable en sus gráficas, banda sonora y controles a su versión original». Al igual que en los otros dos juegos de la trilogía, la versión original figuró como una aplicación desbloqueable en la versión para Xbox. También salió en la Consola Virtual del Wii el 10 de abril de 2007 en Japón y el 14 de mayo del mismo año para Estados Unidos. Los jugadores europeos, australianos y neozelandeses podían adquirirlo como parte del paquete «Hanabi Festival» a partir del 21 de septiembre de 2007. La versión para PC Engine salió para la Consola Virtual el 21 de abril de 2007.
Ninja Gaiden tuvo un análisis de preestreno en la edición de enero-febrero de 1989 de Nintendo Power en su sección «Pak Watch», donde «alcanzó la mayor puntuación que ningún título haya obtenido; no habíamos visto uno así en algún tiempo» y ascendió al puesto 1.° de su lista «Player Pol» rápidamente. La reseña comparó la habilidad de Ryu para escalar los muros de los edificios con el sistema de juego de Metroid. El juego se presentó en la Convención Internacional de Invierno de la Consumer Electronics Show en 1989, en Las Vegas y su exhibición contaba con una muestra jugable del mismo y un personal de asistencia disfrazada con atuendos ninja. Tecmo predijo que se convertiría en el juego más vendido para la NES hecho por una compañía third-party.

## Recepción
Ninja Gaiden fue publicitado de manera muy asidua en la revista Nintendo Power entre 1989 y 1990. Apareció en la portada de la misma en la edición de marzo-abril de 1989 y obtuvo una referencia en la siguiente edición dentro de la sección del cómic Howard and Nester. En las ediciones de marzo-abril y de mayo-junio de 1989 de la revista, el título apareció como un juego destacado; en ambas ediciones se incluyó una guía de juego que partía del quinto Acto, una reseña y un resumen del argumento. Debido a su dificultad, el juego aparecía con frecuencia en las secciones de «Counselor's Corner» y «Classified Information», donde en ambas se respondían preguntas de los lectores respecto algún juego. Ninja Gaiden entró en la posición n.° 3 de la lista «Top 30» de la revista, en la edición de julio-agosto de 1989, siendo superado por Zelda II: The Adventure of Link y Super Mario Bros. 2; y se mantuvo en dicha posición para la siguiente edición, la de septiembre-octubre de 1989. El título entró a los «Nintendo Power Awards '89» como uno de los principales títulos de ese año. Fue nominado en las categorías de «Mejores gráficas y sonido», «Mejor reto», «Mejor tema, diversión», «Mejor personaje» para Ryu Hayabusa, «Mejor final» y «Mejor juego en general»; ganando el premio para «Mejor reto» y «Mejor final». En la reseña respectiva para Ninja Gaiden II: The Dark Sword of Chaos, la revista mencionó que «las escenas coloridas, detalladas y dinámicas que presentaba el original Ninja Gaiden sentaron las bases para la narración de acción dentro de los juegos de ese género, efecto que ha sido inmensamente copiado. Esas escenas que mostraba Ninja Gaiden se reproducían casi como una película».
El juego se convirtió en un foco de atención para demás revistas y publicaciones en general. En la revisión hecha por VideoGames & Computer Entertainment, la presentación y su sistema de juego fueron comparadas con las de Castlevania, mientras que sus cortes cinemáticos fueron relacionados con las de Karateka junto a otros juegos de computadora desarrollados por Cinemaware. En dicha crítica se elogió la animación de dichas escenas y se comentó el buen uso que hizo Tecmo sobre los close-ups y las tomas de movimiento. El escritor de la crítica dijo que si bien las escenas no eran del todo fluidas, estas eran acertadas y entretenidas además de que le daban al jugador suficientes pistas sobre lo que debía hacer a continuación. También observó que la enorme cantidad de puntos de salvado disminuían su dificultad, pero reprobó el gran detalle gráfico que presentaban los entornos del fondo de la pantalla, en especial los que aparecían dentro de un edificio, pues menciona que algunos objetos importantes parecían camuflarse entre los detalles de los interiores. De julio a octubre de 1989, Ninja Gaiden se mantuvo en la posición n.° 1 en la lista «Top Ten Videogames» de la revista Electronic Gaming Monthly; pero descendió al puesto n.º 2, precediendo a Mega Man 2 en la edición siguiente de noviembre. En su lista de «Lo mejor y peor de 1989», recibió el premio al «Mejor juego del año» para la NES y «Mejor final en un videojuego» entre demás juegos de otras consolas. Los redactores comentaron que Ninja Gaiden «probó ser un ganador instantáneo» debido igualmente a sus escenas cinemáticas y su sistema de juego único. Añadieron que el clímax del juego fue incluso mejor al de algunas películas de aquella época lo que permitió una continuación para su secuela, la cual salió el año siguiente. En junio de 1994, la revista lo catalogó en la posición n.° 4 de su lista «Los diez juegos más difíciles» de todos los tiempos y para cualquier consola.
Ninja Gaiden apareció en la portada de la revista británica Mean Machines en julio de 1990; dicha edición figuró como parte de la edición del mismo mes de la revista Computer and Video Games. En su comentario personal, Julian Rignall relacionó el juego con su contraparte de arcade, la cual fue denominada también como Shadow Warriors. Comentó que el título mostraba unas estupendas gráficas, lo que permitía delinear de manera uniforme los entornos y los sprites de los personajes; laureó el uso del estilo caricaturesco que presentan las animaciones, ya que estas dan el contexto sobre el que la historia se desarrolla. Disfrutó de la dificultad del juego, en especial a lo referente a los jefes, pero mencionó que Ninja Gaiden se vuelve complicado para los jugadores que lo juegan por primera vez, aunque esto cambia una vez que se acostumbran a los controles. Sin embargo, reprochó la banda sonora del juego, la cual no encajaba con las gráficas y la juzgó por «rasposa», pero mencionó que «es bastante envolvente y conecta con la acción». Recomendó de gran manera el título para aquellos jugadores enfocados a los géneros de beat 'em up y combates.
El título —en ese entonces el juego recibía el nombre de Shadow Warriors en Europa— fue revisado por Mean Machines otra vez en julio de 1991. En dicha crítica, Matt Regan y Paul Glancey elogiaron los minuciosos y definibles gráficos de los personajes y su nivel de dificultad. Regan se impresionó por los elevados niveles de dificultad, sonido y entornos en general; también comentó que sobre la «frustrante dificultad» pero comentó que esto se equilibraba por sus «ilimitados» puntos de salvado. Glancey comparó el título con la versión de NES de 1990 del juego Batman debido a sus similitudes en cuanto a los movimientos acrobáticos de los personajes de ambos títulos; comentó que aunque las gráficas no estaban tan bien hechas como en Batman, estas eran agradables. Elogió los sutiles sprites junto con los cortes animados relacionados al concepto del «Tecmo Theater», alegando que estas «brindaban un montón de atmósfera y emoción». También comentó que era uno de los mejores juegos de estilo arcade de la NES así como también uno de los mejores juegos con temática ninja de la consola.
Ninja Gaiden obtuvo cierta crítica mixta por parte de la revista alemana Power Play en agosto de 1991. En esta descripción del juego, se elogiaron sus gráficos y su desafío, pues aludió que algunos jugadores debían dominar varios aspectos de su sistema de juego para poder continuar en ciertas áreas del juego. Los puntos negativos respecto a él fue la «falta de diversidad» y el rígido concepto de juego del título, lo que podía compararse a «visitar la oficina de impuestos». La versión para la PC Engine fue mencionada brevemente en la edición de diciembre de 1991 de la revista Electronic Gaming Monthly, donde se mencionaban otros juegos que fueron lanzados fuera de los EE. UU. Ellos notaron que la traducción de la versión para NES fue muy fiel a su versión original, al igual que sus rediseñadas y más detalladas gráficas; también mencionaron que «¡los poseedores de una PC Engine no deberían perderse esta versión!».

## Legado y reconocimientos
En 2004, Tecmo comenzó a lanzar una serie de episodios de bajo precio sobre Ninja Gaiden para las telefónicas AT&T y Verizon mediante los softwares BREW y Java. El sitio oficial de Tecmo Games en inglés anunció que en un futuro saldrían a la venta junto la versión móvil de Tecmo Bowl. Planearon lanzar el juego durante 2004 en un compendio de cuatro episodios —-de una manera similar a como Upstart Games trasladó la versión de NES de Castlevania a los teléfonos móviles—. El puerto incluía los mismos gráficos y banda sonora con la que contaba en la NES y cada una de sus partes consistía en varios niveles del juego. La primera versión, titulada Ninja Gaiden Episode I: Destiny, salió el 15 de julio de 2004, y contenía solo el primer Acto que aparece en su formato NES pero a su vez se le añadieron dos niveles adicionales. La segunda entrega estaba planeada para salir en Estados Unidos y GameSpot había hecho una reseña al respecto en septiembre de 2004, pero esta junto con la tercera y cuarta entregas, nunca llegaron a lanzarse.
La versión móvil de Ninja Gaiden fue recibida de una manera un tanto mixta. El editor de IGN, Levi Buchanan, y otro de GameSpot, Damon Brown, la elogiaron por su exacta transición de la versión NES a teléfonos celulares, mencionando que el sistema de juego, las animaciones y las gráficas se mantenían intactas. También elogiaron los controles, a pesar de que se había retirado la opción de agacharse cuando se presiona 'hacia abajo' con el gamepad direccional, cosa que se sustituyó por el uso de las armas secundarias; Brown comentó que la entrega tenía mejores controles que otros juegos lanzados para celulares en ese entonces. Sin embargo, los dos criticaron la poca fidelidad y calidad de audio, pero Buchanan dijo que esto no era error de Tecmo. En una prereseña de esta versión, GameSpot lo puntó como «inferior» en contraste con otros juegos del mismo estilo hechos en Estados Unidos; esto debido a su baja calidad de audio.
Retro Gamer retomó la revisión de Ninja Gaiden en su edición de marzo de 2004, debido al lanzamiento de su remake hecho en el mismo  año para la consola Xbox. En ella, explicaron que el título rompió con muchos estándares comunes en los juegos de aquella época, ya que la adición de los cortes cinemáticos entre los niveles del juego fueron un elemento importante. Añadieron que el concepto de incluirlas en la introducción, en el argumento y al final del juego fue un punto a favor de la industria, ya que «impresionó de manera natural al público jugador». De igual manera analizaron su nivel de dificultad, diciendo que «te sumerge en un gran desafío incluso para un jugador veterano, e incluso tiene la osadía de retarte a completarlo de tal manera que quedes mental y físicamente igual a como eres antes de jugarlo». Chris Kohler, en su libro Power-Up: How Japanese Video Games Gave the World an Extra Life publicado en 2004, manifiesta que si bien no fue tan impactante como Tecmo Bowl, «este terminó por revolucionar la industria de los videojuegos por su valiente, auténtica y pionera forma de utilizar cortes animados».

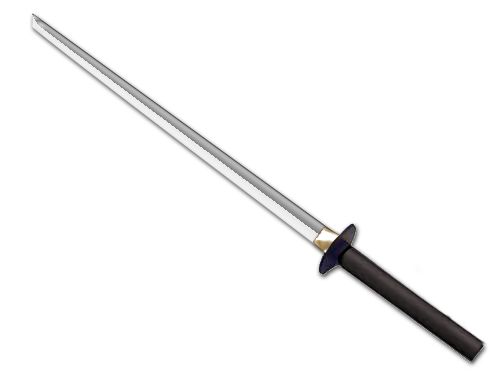
La mayoría de la crítica posterior al lanzamiento de Ninja Gaiden aludían sobre su sistema de juego, banda sonora, cortos cinemáticos y su dificultad. Esto le valió para convertirse en uno de los juegos más aclamados de la Historia. Además, esto le permitió crear otros juegos y secuelas. En la imagen, una katana muy similar a la Espada Dragón que lleva consigo Ryu.

Después de su lanzamiento para la Consola Virtual, Ninja Gaiden volvió a ser coronado por la crítica, en especial por su intrincada trama, su concreta narrativa y el uso de sus famosos cortes de estilo anime. Algunos revisores se lamentaban de que su sistema de juego era parecido al de Castlevania; algunas coincidencias entre ambos, fueron por ejemplo los íconos que aparecen en la parte superior de la pantalla, los objetos que se obtienen cuando se rompen lámparas y la casi idéntica característica de usar «armas secundarias». En una reseña de 1UP.com, sin embargo, se comentó que los dos títulos tienen una mecánica diferente puesto que algunas de las acciones que se pueden ejecutar en Ninja Gaiden son imposibles de realizar en Castlevania. Otras reseñas posteriores consideran a la entrega como «reformadora» por el uso «visionario» de utilizar animaciones estilizadas, una banda sonora refinada y una atmósfera obscura. En una reseña se dijo que lo que hacia atractivo al juego era su enorme dificultad mezclada con su buena jugabilidad. IGN mencionó que se trata de uno de los mejores juegos de acción de todos los tiempos.
Asimismo algunos críticos se han mostrado reacios en cuanto la elevada dificultad del juego, en especial a la referida en los últimos niveles. Un artículo de 1UP.com calificó a los niveles finales como «un conjunto injusto lleno de una baratura intencional». En la reseña  para la Consola Virtual, Alex Navarro de GameSpot, mencionó que «el juego te pulverizará hasta machacarte» y que «te irritirá una y otra vez con su vengativa dificultad, sus maliciosamente puestos e irritantes enemigos, junto con sus enfurecedoras batallas contra los jefes». De acuerdo con su análisis, el juego comienza siendo fácil, pero su reto comienza a aumentar a la mitad del segundo Acto y continúa así hasta el sexto Acto; Navarro describe este último como «uno de los fondos mismos del infierno del gaming». IGN se refirió a él como uno de los juegos más difíciles de todos los tiempos, sentando consigo las bases para el resto de la serie; aun así, ellos subrayaron que su dificultad junto con las gráficas «definieron las características que han pulido a lo largo de los años, hasta nuestros días, las secuelas de [Ninja] Gaiden». ScrewAttack lo consideró como el séptimo juego más difícil de entre los títulos de la NES.
Después de quince años desde su creación, Ninja Gaiden ha mantenido su estatus como uno de los juegos más populares de la NES. En 2005, una encuesta hecho por Joystiq, en la que se reunieron más de 12 000 votos para saber cuáles eran los títulos más famosos, se listó al juego en el puesto n.º 10 junto con otras entregas para la mencionada consola. Otra encuesta hecha a los lectores la realizó GameSpot, donde también llegó a ser el décimo juego dentro de la lista de los «10 mejores títulos de la NES». Alcanzó el puesto n.º 17 dentro de lista publicada por IGN de los «Mejores 100 juegos de toda la Historia». En agosto de 2001 en su edición #100, Game Informer lo colocó en el puesto n.º 93 en su lista de también los mejores juegos de todos los tiempos. En 2006 Electronic Gaming Monthly después de crear su lista de «Los 200 juegos más grandes de su época», los lectores podían escribir, opinar y discutir sobre los títulos que de acuerdo a su juicio, hacían falta en la lista; el juego llegó a la posición n.° 16 de entre otros 25 que estaban siendo analizados. A finales de 2005, Nintendo Power hizo una lista seriada (es decir, publicada en intervalos) que fue titulada como «Los 200 mejores juegos de Nintendo jamás hechos». La lista, que incluía entregas de todas las consolas de Nintendo hasta esa fecha, lo puso en el n.° 89. En agosto de 2008, la misma revista lo consideró como el décimo mejor juego de la NES de todos los tiempos; los editores lo elogiaron y aludieron sus cortes cinemáticos como «revolucionarios» para su época. La banda sonora fue bien recibida y mencionada con honores en la lista de IGN sobre las «Mejores bandas sonoras de 8-bits». La introducción cinemática entró en la posición n.° 53 de la lista de «Los mejores 100 momentos en los videojuegos» del también IGN; y también entró en el puesto n.º 2 de los mejores cortos de todos los tiempos de la lista de la revista Complex.
Nintendo Power le dio un certificado en su edición de noviembre de 2010, en la que se celebró el 25.° aniversario de la NES. La revista comentó a cerca de la portada de su caja, considerándola como una de las favoritas de los editores dentro del catálogo de la consola; esta imagen muestra como fondo una ciudad en llamas y en frente de ella a Ryu. El redactor jefe de la revista, Chris Slate, le gustó también este dibujo. A su vez, dio su punto de vista sobre la elevada dificultad del título junto con sus «molestos» enemigos, en especial las aves que lastiman y empujan al jugador hacia los abismos con el fin de matar al personaje, pues dijo que «tal vez [el juego] me enseñó a maldecir». También se mostró positivo ante la dinámica de escalar paredes y usar técnicas ninja, además de sus animaciones, en especial la de introducción, en la que se muestra cómo dos ninjas se enfrentan lanzándose uno contra el otro con sus espadas frente a la luz de la luna llena. Comentó que «al igual que otros juegos de 8-bits, Ninja gaiden resultó ser un increíble juego tal y como esperaba el público, especialmente para los niños fanáticos de los ninjas de la década de 1980, quienes como yo, [por la eufória causada por el juego] compraron una copia en VHS de [la película] Enter the Ninja». En su edición de julio de 2011 , Retro Gamer consideró que la secuencia introductoria era una de las más populares de su clase en ese entonces. La revista también mencionó que sus escenas, animaciones y su presentación en general superaban por mucho la calidad de otros títulos de acción del momento. A pesar de que laureó su sistema de controles y jugabilidad, al igual que otras reseñas, se mostró reluctante ante su gran dificultad llamándolo como «uno de los más desafiantes títulos para la NES». También analizó cómo podían derrotarse los enemigos encontrando sus puntos débiles, cómo era que estos se ocultaban o se situaban en el filo de algunas plataformas y de qué forma estaba organizado el último nivel.